# ドラゴンボール ZENKAIバトルロイヤル
『ドラゴンボール ZENKAIバトルロイヤル』（ドラゴンボール ぜんかいバトルロイヤル）は、2011年5月25日に稼働開始したバンダイナムコゲームスのアーケードゲーム。ALL.Netを使用した全国オンライン対戦が可能。

## 概要
鳥山明原作の『ドラゴンボール』シリーズのキャラクターを利用した格闘アクションゲーム。戦績・コスチュームカスタマイズなどのプレイヤーデータは「バナパスポートカード」（バンダイナムコゲームスのアーケードゲーム共通ICカード）もしくは電子マネー機能付き携帯電話（一部機種除く）に保存可能（2011年11月2日からは同様のシステムを採用しているセガの「Aimeカード」との相互利用サービスも開始した）。公式サイトなどでは「新感覚ネットワークバトル」などと称されている。
2012年7月11日に初のメジャーアップデート（Ver.2.01）を実施、『超サイヤ人覚醒』（スーパーサイヤじん かくせい）のサブタイトルが付いた。
2015年7月30日に2度目のメジャーアップデート（Ver.3.01）を実施し、タイトルが『ドラゴンボール ゼンカイバトル』（DRAGON BALL ZENKAI BATTLE）へと改題された。
2023年10月28日23:00を以て稼働が終了することが発表された。

## ゲームシステム
4人対戦。勝利条件は以下の条件で決められる順位で上位2位になることである（チーム戦では1位がいるチームが勝利）。順位は常に表示されており、リアルタイムで変動が確認できる。
1. 仙豆を使っていない。
2. 残り体力が多い。
3. 与えたダメージが多い。

仙豆はバトル開始時に全員に1個ずつ配られる。体力が0になった時に自動的に使用され、体力を全回復する。仙豆を使った状態で体力がなくなるとK.O.負けとなる。K.O.が2人出るか制限時間終了で対戦終了。2人倒された場合は先に倒された方が4位となる。
2位以内になった場合、続けて3回までプレイできるが、1回でも1位を取っていた場合にはボーナスバトルとして4回目がプレイできる。以降も1位を取り続けることで最大10回までプレイ可能。
2015年7月30日以降は2on2でのチーム戦がメインコンテンツになり、チームが勝ち続ける事でこちらも最大10回までプレイ可能。
オンライン対戦では、レベルマッチング機能が搭載されていたが、2011年6月22日に行われたアップデートで初期以上のマッチング仕様に変更された。
キャラクター毎に戦い方が異なり、至近距離が得意なキャラクターや遠距離が得意なキャラクターが存在する。稼働開始時点での使用可能キャラクターは10人で、追加キャラクターはアップデートにより配信される。また、ゲーム内イベント「ドラゴンボール争奪戦」でドラゴンボールを7個集めると、新キャラクターが先行配信される。

### ステージ
対戦開始時にプレイヤーがマップのどこをスタート地点とするか決定できる。360度どこからでも敵を攻撃することができる3Dフィールドであり、ゲームステージに存在する障害物なども破壊することができる。
ステージは定期的に変更される。2013年5月からは事前に公表された4ステージから1つが選ばれる。
登場ステージ
- 荒野
- ナメック星
- 天下一武道会会場
- Dr.ゲロ研究所付近
- 東の都
- ナメック星 / 崩壊
- 神の宮殿
- 氷山地帯

## 基本システム

### 基本操作
アーケードスタイルコントローラーの操作方法を記述する。
レバー
移動することができる。
気弾攻撃ボタン
気弾発射攻撃。
打撃ボタン
打撃攻撃。また、『超ドラゴンボールZ』などのように強攻撃、弱攻撃などは分かれていない。
ジャンプボタン
ジャンプをすることができる。また、舞空術も使用することができる。
ターゲット切り替えボタン
ターゲットロックオンの切り替えができる。
ガードボタン
相手の攻撃をガードすることができる。
スタート/アピールボタン
メニュー選択時などでしようする決定ボタン。戦闘中に押すと約3秒間、挑発アニメーションが発動する。

### 応用操作
必殺技
気弾、打撃、ジャンプボタン同時押しで発動することができる。また、レバー仕様で技の方向の切り替えも可能。
ホーミングダッシュ
ジャンプボタンを2連続押しでロックオンしている敵に接近する。徐々に気力を消費。
マルチカウンター
ターゲット切り替えボタンとガードボタンの同時押しで発動。複数の敵の打撃攻撃をはじき返す。また、同時に攻撃されないと発動しない。
気爆破
周りにいる敵を吹き飛ばすことができる（自分が攻撃を受けてる最中でも使用可能）。また、1回の戦闘につき1回使用できるが、ファーストアタック成功で+1回、打撃を当ててゲージを溜め、ストックを増やすことも可能。
羽交い絞め
敵の背後から打撃、ガードボタンの同時押しで発動。敵を一定時間羽交い絞めでき、敵の行動を制限する。
投げ飛ばし
敵の正面から打撃、ガードボタンの同時押しで発動。敵を捕まえ、他の敵に向かって投げ飛ばす。
気力溜め
自分の体力と引き替えに気力を溜められるが、リスクが大きい。
ターゲットを外す
ターゲット長押しで、相手へのターゲットが外れる。ただし自分に対するターゲットも見えなくなる。
ZENKAIタッグバースト
「↑+打+J」で「タッグバーストアタック」が発動。「タッグバーストアタック」を受けた相手に「青いエフェクト」が出ている間に、パートナーも「タッグバーストアタック」を当てると、「ZENKAIタッグバースト」が発動する。「ZENKAIタッグバースト」は、敵にダメージを与えると同時に、自分の体力が回復する。さらに、発動直後に「スタートボタン」を押すことで、自分の体力回復分をパートナーに渡すことができる。

## 対戦モード
Ver.1での対戦モードは以下の3つ（オンラインとオフラインを区別した場合5つ）である。
- 1人で参戦 - オンライン対戦もしくはCPU対戦が可能。オンライン対戦の場合、1人で参戦を選んだ別の3人と対戦する。
- 2人で参戦 - オンライン対戦もしくはCPU対戦が可能。オンライン対戦の場合、2人で参戦を選んだ別のグループと対戦する。
- 4人で対戦 - 店内対戦限定。同じ店舗の4人で対戦する。

超サイヤ人覚醒での対戦モードは以下の通り。
- 1人で参戦 - オンライン対戦（バトルロイヤル・ランダムチーム）もしくはストーリーモードが選択可能。
  - バトルロイヤルの場合、バトルロイヤルを選んだ別の3人と対戦する。
  - ランダムチームの場合、ランダムチームを選んだ別の1人とチームを組み、ランダムチームを選んだもう1チームと対戦する。
- 2人で参戦 - オンライン対戦（チーム）もしくはCPU対戦が可能。オンライン対戦（チーム）の場合、2人で参戦を選んだ別のチームと対戦する。
- 4人で対戦 - 店内対戦限定。同じ店舗の4人で対戦する。
- 100人で対戦 - オンライン対戦限定。50人チームに分かれて対戦する。

## キャラクター
詳細は各人物のリンク先およびドラゴンボールの登場人物参照。

### 初期キャラクター
孫悟空
至近距離、遠距離攻撃を得意とする。
（固有特性「ワクワクしてきたゾ！」）
残り体力が少なくなった時、防御力がアップする。
（必殺技）
「かめはめ波」
必殺技ボタンで使用でき、同ボタン長押しで威力を高めることがきる。また溜め最中にターゲット切り替えボタンで敵ロックオンの変更が可能。
「界王拳アタック」
必殺技ボタンとレバー上で使用でき、攻撃した相手を界王拳使用で追撃する。
「元気玉」
必殺技ボタンとレバー左で準備をし、必殺技ボタン、レバー下で使用できる。元気玉は3段階溜めることができ、溜めるごとに威力、攻撃範囲が増す。また、自分以外のプレイヤーキャラクターに「孫悟空」がいた場合、自分が作った「元気玉」を他プレイヤーの「孫悟空」が使用することができる。
- Lv1：片手サイズの元気玉を投げつける。ガード不能で、ヒット時は上空に大きく打ち上がる。
- Lv2：さらに大きな元気玉で、ターゲットの上空から押しつぶす。ガード可能だが削りダメージが発生。
- Lv3：Lv2のスケールアップ版でさらに広範囲。発動〜終了まで無敵になる。

クリリン
残像拳や太陽拳などの補助技を得意とする。また、全体的に防御力が低い。
（固有特性「隠密行動」）
誰からもターゲットされていない時は、気力の回復速度がアップする。
（必殺技）
「太陽拳」
近距離の敵を一定時間、目くらましにすることができる。
「かめはめ波」
悟空同様の技だが、溜めることはできない。
「残像拳」
分身を出せる技。分身は「敵の攻撃を喰らう」「本体が攻撃動作をする」「アピールする」ことで消滅する。また、本体と残像を見極めることは不可能である。
「気円斬」
障害物を貫通する技である。また、ガード不能の技でありレバー上と必殺技ボタンの長押しで巨大化が可能。
ベジータ
近距離攻撃を得意とする。一対一で非常に強いが、横槍を受けやすい。
（固有特性「至高のプライド」）
1位になっている間発動。「オレがNo.1だ!」が使えない代わりに、大きくパワーアップする。
（必殺技）
「気功波」
近距離で多段ヒットする気を放つ。打撃コンボに組み込むこともできるが、その間硬直することになる。
「超連続エネルギー弾」
遠距離攻撃であり、連続で気弾をぶつける。
「ギャリック砲」
「かめはめ波」同様の溜め技であるが、相手が攻撃した瞬間にカウンターができる機能がついている。
「オレがNo.1だ!」
順位が2位以下の時に使用可能の技で、使用すると能力がパワーアップする。効果終了時に1位ならば、ポーズを決めて（その間無敵）気力が回復するが、2位以下だと悔しがり、気力が0になってしまう。
フリーザ
遠距離攻撃を得意とする。
（固有特性「オレに殺されるべきなんだー!!!!!」）
KOされた後、誰かに復活させてもらった時は、攻撃力がアップして復帰する。
（必殺技）
「超能力」
敵を一定時間、行動不能にし投げ飛ばす技。
「デスビーム」
射程距離無限大の技である。
「デスボール」
「元気玉」同様、広い範囲を攻撃できる技であり、技に近づくと自身も攻撃を受ける。
セル
「自爆」
自らの命と引き換えに相手を即死させる。
ピッコロ
トランクス
人造人間16号
人造人間18号
ナッパ

### 追加キャラクター
イベントやバージョンアップなどでキャラクターが追加されている。

#### 超サイヤ人覚醒
超サイヤ人覚醒では以下の4人が追加。通常状態とは別キャラクターである。
超サイヤ人孫悟空
超サイヤ人ベジータ
超サイヤ人孫悟飯
超サイヤ人トランクス

#### ゼンカイバトル
ゼンカイバトルでは以下の2人が追加。通常状態及び超サイヤ人とは別キャラクターである。
超サイヤ人3孫悟空
超サイヤ人3ベジータ

#### イベント追加
それぞれドラゴンボール争奪戦で手に入るドラゴンボールを7つ集めると先攻解放で使用できる。

##### 第1回争奪戦追加キャラクター
2011年8月24日一般開放。
孫悟飯
ギニュー

##### 第2回争奪戦追加キャラクター
2011年11月2日一般開放。
人造人間17号
ドクター・ゲロ

##### 第3回争奪戦追加キャラクター
2012年1月25日一般開放。
天津飯
魔王ダーブラ

##### 第4回争奪戦追加キャラクター
2012年5月24日一般開放。
魔人ブウ
ミスター・サタン

##### 第5回争奪戦追加キャラクター
2012年10月11日一般開放。
ヤムチャ
ブロリー

##### 第6回争奪戦追加キャラクター
ビーデル
ザーボン

##### 第7回争奪戦追加キャラクター
2013年公開の映画『ドラゴンボールZ 神と神』に登場するキャラクターが追加された。
超サイヤ人ゴッド孫悟空
破壊神ビルス

##### 第8回争奪戦追加キャラクター
超サイヤ人ゴテンクス
魔人ブウ（純粋）

##### 第9回争奪戦追加キャラクター
バーダック
クウラ

##### 第10回争奪戦追加キャラクター
アルティメット孫悟飯
バビディ＆スポポビッチ

##### 第11回争奪戦追加キャラクター
超サイヤ人ベジット
ジャネンバ

##### 第12回争奪戦追加キャラクター
パイクーハン
ラディッツ

##### 第13回争奪戦追加キャラクター
2015年公開の映画『ドラゴンボールZ 復活のF』に登場するキャラクターが追加された。
超サイヤ人ゴッドSS孫悟空
ゴールデンフリーザ

##### 第14回争奪戦追加キャラクター
超サイヤ人ゴッドSSベジータ
界王神

##### 第15回争奪戦追加キャラクター
ターレス

##### 第16回争奪戦追加キャラクター
ウイス

##### 第17回争奪戦追加キャラクター
亀仙人

##### 第18回争奪戦追加キャラクター
メタルクウラ